# Seznam poslanců Českého zemského sněmu (1901–1908)
Toto je seznam poslanců Českého zemského sněmu ve volebním období 1901–1908. Zahrnuje všechny členy Českého zemského sněmu ve funkčním období od zemských voleb roku 1901 až do voleb roku 1908.
| Jméno                         | Kurie                       | Volební obvod                                 | Strana                  | Poznámka                                              |
| ----------------------------- | --------------------------- | --------------------------------------------- | ----------------------- | ----------------------------------------------------- |
| Adámek Karel                  | městská                     | Česká Třebová                                 | mladočech               |                                                       |
| Aehrenthal Felix              | velkostatkářská             |                                               | ústavověr. velkostatkář |                                                       |
| Anýž Josef                    | městská                     | Hořovice                                      | mladočech               |                                                       |
| Ansorge August                | venkovských obcí            | Broumov                                       | všeněmec                |                                                       |
| Bachmann Adolf                | městská                     | Trutnov                                       | něm. liberál            |                                                       |
| Baernreither Josef Maria      | velkostatkářská             |                                               | ústavověr. velkostatkář |                                                       |
| Bareuther Ernst               | městská                     | Aš                                            | všeněmec                |                                                       |
| Barták Jan                    | venkovských obcí            | Jilemnice                                     | mladočech               |                                                       |
| Baxa Karel                    | městská                     | Kolín                                         | č. radik. státopráv.    |                                                       |
| Berger Rudolf                 | městská                     | Frýdlant                                      | všeněmec                |                                                       |
| Besemüller Franz              | venkovských obcí            | Liberec                                       | něm. nacionál           |                                                       |
| Bíba Matěj                    | venkovských obcí            | Pelhřimov                                     | č. agrárník             |                                                       |
| Blahovec František            | venkovských obcí            | Strakonice                                    | mladočech               |                                                       |
| Blažek Gabriel                | městská                     | Praha                                         | mladočech               |                                                       |
| Borjan Josef                  | venkovských obcí            | Ústí                                          | něm. liberál            | [ 3 ]                                                 |
| Brand Karel                   | velkostatkářská             |                                               | konz. velkostatkář      |                                                       |
| Brandis Leopold               | velkostatkářská             |                                               | konz. velkostatkář      |                                                       |
| Brehm Franz                   | venkovských obcí            | Manětín                                       | všeněmec                |                                                       |
| Brynych Edvard Jan            | virilisté                   | biskup královéhradecký                        |                         |                                                       |
| Brzorád Eduard                | městská                     | Německý Brod                                  | mladočech               |                                                       |
| Březnovský Václav             | městská                     | Praha                                         | mladočech               |                                                       |
| Buquoy-Longueval Karel        | velkostatkářská             |                                               | konz. velkostatkář      |                                                       |
| Burian Josef                  | velkostatkářská             |                                               | konz. velkostatkář      |                                                       |
| Cicvárek Rudolf               | velkostatkářská             |                                               | konz. velkostatkář      |                                                       |
| Clam-Gallas Franz             | velkostatkářská             |                                               | ústavověr. velkostatkář |                                                       |
| Clam-Martinic Heinrich        | velkostatkářská             |                                               | konz. velkostatkář      |                                                       |
| Czernin Eugen (JUDr.)         | velkostatkářská             |                                               | konz. velkostatkář      |                                                       |
| Czernin Ottokar               | velkostatkářská             |                                               |                         | Zvolen dodatečně r. 1905.                             |
| Čelakovský Jaromír            | městská                     | Vysoké Mýto                                   | mladočech               |                                                       |
| Čipera Josef                  | městská                     | Plzeň                                         |                         | Zvolen dodatečně r. 1906.                             |
| Damm Hans                     | velkostatkářská             |                                               | ústavověr. velkostatkář |                                                       |
| Deym ze Stříteže Bedřich      | velkostatkářská             |                                               | konz. velkostatkář      |                                                       |
| Dobřenský Jan                 | velkostatkářská             |                                               | konz. velkostatkář      |                                                       |
| Dobřenský Jan ml.             | velkostatkářská             |                                               |                         | Zvolen dodatečně r. 1903.                             |
| Doležal Jindřich              | venkovských obcí            | Nový Bydžov                                   | mladočech               | [ 6 ]                                                 |
| Dostál František              | venkovských obcí            | Litomyšl, Polička                             |                         | Zvolen r. 1902.                                       |
| Dvořák Jan                    | venkovských obcí            | Náchod                                        | mladočech               |                                                       |
| Dvořák Jan                    | venkovských obcí            | Dvůr Králové, Jaroměř                         |                         | Zvolen dodatečně r. 1904.                             |
| Dvořák Ladislav               | městská                     | Slaný                                         | mladočech               |                                                       |
| Engel Emanuel                 | městská                     | Benešov                                       | mladočech               |                                                       |
| Eppinger Karl                 | městská                     | Mimoň                                         | něm. liberál            |                                                       |
| Fabián Václav                 | velkostatkářská             |                                               | konz. velkostatkář      |                                                       |
| Feierfeil Johann              | venkovských obcí            | Tachov                                        | něm. agrárník           |                                                       |
| Fiedler František             | venkovských obcí            | Poděbrady                                     | mladočech               |                                                       |
| Filip František               | městská                     | Praha                                         | mladočech               |                                                       |
| Formánek Antonín              | městská                     | Pardubice                                     |                         | Zvolen r. 1902. Zemřel r. 1906.                       |
| Fořt Josef                    | městská                     | Litomyšl                                      | mladočech               |                                                       |
| Funke Alois                   | městská                     | Litoměřice                                    | něm. liberál            |                                                       |
| Fürstenberg Maxmilián Egon    | velkostatkářská             |                                               | ústavověr. velkostatkář |                                                       |
| Geymüller Rudolf              | velkostatkářská             |                                               | ústavověr. velkostatkář |                                                       |
| Glöckner Adolf                | obchodních a živnost. komor | Liberec                                       | něm. liberál            |                                                       |
| Grégr Eduard                  | venkovských obcí            | Vysoké Mýto                                   | mladočech               |                                                       |
| Groß Walter                   | velkostatkářská             |                                               | ústavověr. velkostatkář |                                                       |
| Größl Wenzel                  | venkovských obcí            | Nýřany                                        | něm. liberál            |                                                       |
| Hackel August                 | městská                     | Ústí n. Labem                                 | něm. liberál            |                                                       |
| Hájek Max                     | městská                     | Písek                                         | mladočech               |                                                       |
| Harrach Otto                  | velkostatkářská             |                                               | konz. velkostatkář      |                                                       |
| Hartig Franz Gabriel          | velkostatkářská             |                                               | ústavověr. velkostatkář | Zemřel 21. 8. 1903.                                   |
| Heinzl Josef                  | venkovských obcí            | Falknov                                       | všeněmec                |                                                       |
| Helmer Gilbert                | velkostatkářská             |                                               | ústavověr. velkostatkář |                                                       |
| Helzel Adolf                  | městská                     | Bor                                           | všeněmec                |                                                       |
| Herbig Josef                  | venkovských obcí            | Frýdlant                                      | všeněmec                |                                                       |
| Herold Josef                  | venkovských obcí            | Karlín                                        | mladočech               |                                                       |
| Herold Josef                  | městská                     | Most, Bílina, Litvínov                        | něm. radikál            | Nastoupil r. 1905.                                    |
| Herrmann Karl                 | velkostatkářská             |                                               | ústavověr. velkostatkář |                                                       |
| Hlávka Josef                  | velkostatkářská             |                                               | konz. velkostatkář      |                                                       |
| Hodek Josef                   | venkovských obcí            | Rokycany                                      | č. agrárník             |                                                       |
| Hodys Josef                   | venkovských obcí            | Příbram                                       | mladočech               |                                                       |
| Hofer Johann Laurenz          | městská                     | Kraslice                                      | všeněmec                |                                                       |
| Hofmann Josef                 | městská                     | Karlovy Vary                                  | všeněmec                | Rezignoval r. 1905.                                   |
| Hofmann Vinzenz               | venkovských obcí            | Stříbro                                       | něm. liberál            |                                                       |
| Holanský Vojtěch              | venkovských obcí            | Budějovice                                    | mladočech               |                                                       |
| Holče Josef                   | obchodních a živnost. komor | Budějovice                                    | mladočech               | Zemřel 25. 1. 1905.                                   |
| Holfeld Heinrich              | městská                     | Georgswalde                                   | něm. nacionál           |                                                       |
| Holeka František              | venkovských obcí            | Český Brod                                    | č. agrárník             | Rezignoval r. 1903.                                   |
| Holoubek Vilém                | obchodních a živnost. komor | Budějovice                                    |                         | Zvolen dodatečně r. 1905.                             |
| Horák Václav                  | velkostatkářská             |                                               | konz. velkostatkář      | Zemřel r. 1902.                                       |
| Horák Vojtěch                 | městská                     | Pardubice, Holice, Chlumec                    |                         | Zvolen dodatečně r. 1906.                             |
| Hořica Ignát                  | městská                     | Příbram                                       | mladočech               | Zemřel r. 1902.                                       |
| Houra Jindřich                | městská                     | Jindřichův Hradec                             | mladočech               |                                                       |
| Hovorka František             | venkovských obcí            | Žamberk                                       | mladočech               |                                                       |
| Hráský Jan Vladimír           | městská                     | Pardubice                                     | mladočech               | Rezignoval r. 1902.                                   |
| Hrubý Emanuel                 | venkovských obcí            | Říčany                                        | č. agrárník             |                                                       |
| Hrubý Josef z Jelení          | velkostatkářská             |                                               | konz. velkostatkář      |                                                       |
| Hyrš Josef                    | venkovských obcí            | Německý Brod                                  | nezávislý               |                                                       |
| Chaloupka František           | venkovských obcí            | Rychnov                                       | nezávislý               |                                                       |
| Chotek Ferdinand              | velkostatkářská             |                                               | konz. velkostatkář      |                                                       |
| Iro Karl                      | městská                     | Cheb                                          | všeněmec                |                                                       |
| Jaksch Rudolf von             | velkostatkářská             |                                               | ústavověr. velkostatkář |                                                       |
| Janda Heřman                  | venkovských obcí            | Slaný, Velvary, Libochovice                   | mladočech               | Zemřel 31. 5. 1904.                                   |
| Janovský Heřman               | venkovských obcí            | Slaný, Velvary, Libochovice                   | nez. mladočech          | Nastoupil r. 1904 místo H. Jandy. Rezignoval r. 1905. |
| Jaroš Jan                     | venkovských obcí            | Jaroměř                                       | mladočech               | [ 21 ]                                                |
| Jílek Václav                  | venkovských obcí            | Plzeň                                         | č. agrárník             |                                                       |
| Jirousek Josef                | obchodních a živnost. komor | Praha                                         | staročech               |                                                       |
| Kaftan Jan                    | městská                     | Praha                                         | mladočech               |                                                       |
| Kalina Antonín                | venkovských obcí            | Blatná                                        | č. radik. pokrok.       |                                                       |
| Karela Václav                 | obchodních a živnost. komor | Praha                                         | mladočech               | Rezignoval r. 1903.                                   |
| Karlach Mikuláš               | velkostatkářská             |                                               | konz. velkostatkář      |                                                       |
| Karlík Josef                  | obchodních a živnost. komor | Plzeň                                         | mladočech               |                                                       |
| Kasper Josef                  | venkovských obcí            | Trutnov                                       | všeněmec                |                                                       |
| Kaulfersch Heinrich           | městská                     | Frýdlant                                      | něm. agrárník           | Zvolen v únoru 1907.                                  |
| Kiemann Johann                | městská                     | Vimperk                                       | něm. liberál            |                                                       |
| Kindermann Franz              | městská                     | Šluknov                                       | něm. nacionál           |                                                       |
| Kirchhof Karl                 | obchodních a živnost. komor | Liberec                                       | něm. liberál            |                                                       |
| Kletzenbauer Gregor           | venkovských obcí            | Kaplice                                       | něm. kř.-sociál         |                                                       |
| Kliemann Franz                | venkovských obcí            | Karlovy Vary                                  | všeněmec                |                                                       |
| Knoll Rudolf                  | obchodních a živnost. komor | Cheb                                          | něm. liberál            |                                                       |
| Kokeš Emanuel                 | velkostatkářská             |                                               | konz. velkostatkář      |                                                       |
| Koldinský Alois               | městská                     | Smíchov                                       | mladočech               |                                                       |
| Komárek Josef                 | venkovských obcí            | Pardubice                                     | č. agrárník             |                                                       |
| Kotlant Jan                   | venkovských obcí            | Nové Město, Náchod, Úpice, Č. Skalice, Opočno |                         | Zvolen dodatečně r. 1904.                             |
| Kotlář Josef                  | venkovských obcí            | Jičín                                         | č. agrárník             |                                                       |
| Kotrbelec Alois               | městská                     | Tábor                                         | mladočech               |                                                       |
| Kotz von Dobrz Wenzel         | velkostatkářská             |                                               |                         | Zvolen dodatečně r. 1903.                             |
| Kovařík Josef                 | venkovských obcí            | Klatovy                                       | mladočech               |                                                       |
| Kožmín Jan                    | venkovských obcí            | Sedlčany                                      | mladočech               | [ 24 ]                                                |
| Kramář Karel                  | venkovských obcí            | Semily                                        | mladočech               |                                                       |
| Krásl František Borgia        | velkostatkářská             |                                               | konz. velkostatkář      |                                                       |
| Kratochvíl František          | městská                     | Rychnov                                       | mladočech               |                                                       |
| Krejčí Petr František         | obchodních a živnost. komor | Praha                                         |                         | Zvolen dodatečně r. 1903                              |
| Krejčík Josef                 | obchodních a živnost. komor | Praha                                         | mladočech               |                                                       |
| Kropáček Václav               | venkovských obcí            | Přeštice                                      | č. agrárník             |                                                       |
| Krützner Peter                | venkovských obcí            | Česká Lípa, Mimoň, Bor, Cvikov                |                         | Zvolen dodatečně r. 1904.                             |
| Kryf Alois                    | venkovských obcí            | Kolín                                         | mladočech               |                                                       |
| Kubr Stanislav                | venkovských obcí            | Smíchov                                       | č. agrárník             |                                                       |
| Kudrnka Josef                 | venkovských obcí            | Chrudim                                       | mladočech               |                                                       |
| Kurz Vilém                    | městská                     | Strakonice                                    | mladočech               | Zemřel r. 1902.                                       |
| Kutscher Franz                | venkovských obcí            | Litoměřice                                    | všeněmec                |                                                       |
| Labler Aurel                  | velkostatkářská             |                                               | konz. velkostatkář      |                                                       |
| Laub Jan                      | městská                     | Litomyšl, Polička                             |                         | Zvolen dodatečně r. 1906.                             |
| Legler Friedrich              | městská                     | Liberec                                       | něm. nacionál           |                                                       |
| Lenoch Jan                    | venkovských obcí            | Litomyšl                                      | nezávislý               | Zemřel r. 1902.                                       |
| Lipka Erhard                  | venkovských obcí            | Ústí, Chabařovice                             |                         | Zvolen dodatečně r. 1904.                             |
| Lobkowicz Ferdinand           | velkostatkářská             |                                               | konz. velkostatkář      |                                                       |
| Lobkowicz Jiří Kristián       | velkostatkářská             |                                               | konz. velkostatkář      |                                                       |
| Loula Karel                   | venkovských obcí            | Benešov                                       | mladočech               |                                                       |
| Lumbe Josef                   | velkostatkářská             |                                               | ústavověr. velkostatkář | Rezignoval r. 1902.                                   |
| Maděra Antonín                | městská                     | Třeboň                                        | mladočech               |                                                       |
| Macháček Jan                  | městská                     | Kutná Hora                                    | mladočech               | [ 26 ]                                                |
| Macháček Josef                | městská                     | Praha                                         | mladočech               |                                                       |
| Maly Josef                    | městská                     | Rumburk                                       | něm. liberál            |                                                       |
| Marat František Xaver         | velkostatkářská             |                                               |                         | Zvolen dodatečně r. 1903.                             |
| Maresch Ferdinand             | obchodních a živnost. komor | Liberec                                       |                         | Zvolen dodatečně r. 1904.                             |
| Mareš Josef                   | venkovských obcí            | Hořovice                                      | mladočech               |                                                       |
| Markert Josef                 | městská                     | Česká Lípa                                    | něm. nacionál           |                                                       |
| Mašek Alois                   | městská                     | Klatovy                                       | mladočech               |                                                       |
| Maštálka Jindřich Gustav      | městská                     | Nová Paka                                     | mladočech               |                                                       |
| Mayer Jan Viktor              | velkostatkářská             |                                               | konz. velkostatkář      |                                                       |
| Mayer Stanislav               | venkovských obcí            | Horažďovice                                   | č. agrárník             |                                                       |
| Mensdorff-Pouilly Alfons V.   | velkostatkářská             |                                               |                         | Zvolen dodatečně r. 1903.                             |
| Mensdorff Emanuel             | velkostatkářská             |                                               | konz. velkostatkář      |                                                       |
| Mettal Otto                   | velkostatkářská             |                                               | konz. velkostatkář      |                                                       |
| Milner Friedrich              | velkostatkářská             |                                               | ústavověr. velkostatkář |                                                       |
| Mixa Alois                    | velkostatkářská             |                                               | konz. velkostatkář      |                                                       |
| Mohl Antonín                  | venkovských obcí            | Rakovník, Křivoklát, Nové Strašecí, Louny     |                         | Zvolen dodatečně r. 1903.                             |
| Möse Franz                    | venkovských obcí            | Jablonné                                      | něm. nacionál           |                                                       |
| Müller Wilhelm                | městská                     | Rokytnice                                     | něm. nacionál           |                                                       |
| Nádherný z Borutína Otmar     | velkostatkářská             |                                               | ústavověr. velkostatkář | Rezignoval r. 1903.                                   |
| Neubert Eustach               | městská                     | Praha                                         | mladočech               | Zemřel 28. 5. 1907.                                   |
| Němec Václav                  | městská                     | Praha                                         | mladočech               |                                                       |
| Niesig Wilhelm                | venkovských obcí            | Česká Lípa                                    | něm. nacionál           |                                                       |
| Niklfeld František            | venkovských obcí            | Chotěboř                                      | mladočech               |                                                       |
| Nitsche Friedrich             | městská                     | Krumlov                                       | něm. liberál            |                                                       |
| Nostitz-Rieneck Erwein        | velkostatkářská             |                                               | ústavověr. velkostatkář |                                                       |
| Nostitz-Rieneck Leopold       | velkostatkářská             |                                               |                         | Zvolen dodatečně r. 1903.                             |
| Novák Bohumil                 | venkovských obcí            | Černý Kostelec, Český Brod                    |                         | Zvolen dodatečně r. 1903.                             |
| Nowak Gustav                  | venkovských obcí            | Šluknov                                       | něm. nacionál           |                                                       |
| Paar Alfons                   | velkostatkářská             |                                               | konz. velkostatkář      | Zemřel 22. 9. 1903.                                   |
| Pabstmann Gustav Ludwig       | velkostatkářská             |                                               | konz. velkostatkář      | Rezignoval r. 1905.                                   |
| Pacák Bedřich                 | venkovských obcí            | Kutná Hora                                    | mladočech               |                                                       |
| Pacher Raphael                | městská                     | Chomutov                                      | všeněmec                |                                                       |
| Pantůček Ferdinand            | městská                     | Jičín                                         | mladočech               |                                                       |
| Papoušek Cyril                | venkovských obcí            | Mladá Boleslav                                | mladočech               |                                                       |
| Parish von Senftenberg O.     | velkostatkářská             |                                               | konz. velkostatkář      | Rezignoval r. 1902.                                   |
| Pergelt Anton                 | venkovských obcí            | Rumburk                                       | něm. liberál            |                                                       |
| Perger Rudolf                 | velkostatkářská             |                                               | ústavověr. velkostatkář |                                                       |
| Peschka Franz                 | venkovských obcí            | Lanškroun                                     | něm. agrárník           |                                                       |
| Peters Emil                   | městská                     | Loket                                         | všeněmec                |                                                       |
| Pilz Gustav                   | velkostatkářská             |                                               | konz. velkostatkář      |                                                       |
| Pinkas Ladislav               | městská                     | Praha                                         | mladočech               |                                                       |
| Pippich Karel                 | městská                     | Chrudim                                       | mladočech               |                                                       |
| Podlipný Jan                  | městská                     | Praha                                         | mladočech               |                                                       |
| Posselt Adolf                 | městská                     | Jablonec                                      | něm. liberál            |                                                       |
| Prade Heinrich                | městská                     | Liberec                                       | něm. nacionál           |                                                       |
| Prášek Josef                  | venkovských obcí            | Ledeč                                         | č. agrárník             |                                                       |
| Prášek Karel                  | venkovských obcí            | Nymburk                                       | č. agrárník             |                                                       |
| Pražák Jiří                   | velkostatkářská             |                                               | konz. velkostatkář      | Zemřel 29. 3. 1905.                                   |
| Rataj Jan                     | venkovských obcí            | Písek                                         | č. agrárník             |                                                       |
| Reiniger Heinrich             | městská                     | Falknov                                       | něm. nacionál           |                                                       |
| Rezek Antonín                 | městská                     | Německý Brod, Polná, Humpolec                 |                         | Zvolen dodatečně r. 1904.                             |
| Riecken Wilhelm               | obchodních a živnost. komor | Cheb                                          | něm. liberál            |                                                       |
| Richlý Vilém                  | velkostatkářská             |                                               | konz. velkostatkář      |                                                       |
| Richter Alexander             | obchodních a živnost. komor | Cheb                                          | něm. liberál            |                                                       |
| Roček František               | městská                     | Příbram                                       | mladočech               | Zvolen r. 1902.                                       |
| Rohan Alain Benjamin          | velkostatkářská             |                                               | ústavověr. velkostatkář |                                                       |
| Ronz Jindřich                 | městská                     | Karlín                                        | mladočech               |                                                       |
| Roškot Jan Křtitel            | velkostatkářská             |                                               | konz. velkostatkář      | Zemřel 5. 2. 1905.                                    |
| Říha Martin Josef             | virilisté                   | biskup budějovický                            |                         |                                                       |
| Sajfert František             | velkostatkářská             |                                               | konz. velkostatkář      |                                                       |
| Sandner Ignaz                 | venkovských obcí            | Kraslice                                      | všeněmec                |                                                       |
| Sedlák Jan                    | velkostatkářská             |                                               | konz. velkostatkář      |                                                       |
| Schalk Anton                  | městská                     | Žatec                                         | všeněmec                |                                                       |
| Schauer Antonín               | městská                     | Jičín, Nový Bydžov                            |                         | Zvolen dodatečně r. 1906.                             |
| Schäffler Ludwig              | městská                     | Karlovy Vary, Jáchymov                        | něm. liberál            | Zvolen dodatečně r. 1904.                             |
| Schindler Josef               | velkostatkářská             |                                               | ústavověr. velkostatkář | [ 30 ]                                                |
| Schöbel Emanuel               | virilisté                   | biskup litoměřický                            |                         |                                                       |
| Schönborn Vojtěch             | velkostatkářská             |                                               | konz. velkostatkář      |                                                       |
| Schöppe Karl                  | obchodních a živnost. komor | Liberec                                       | něm. liberál            |                                                       |
| Schreiner Gustav              | městská                     | Planá                                         | něm. liberál            |                                                       |
| Schreiter Franz               | venkovských obcí            | Děčín                                         | všeněmec                | [ 31 ]                                                |
| Schücker Karl                 | městská                     | Liberec                                       | něm. nacionál           |                                                       |
| Schücker Zdenko               | městská                     | Lom                                           | něm. liberál            |                                                       |
| Schutterstein Jindřich        | velkostatkářská             |                                               | konz. velkostatkář      |                                                       |
| Schwarz František             | městská                     | Plzeň                                         | mladočech               |                                                       |
| Schwarzenberg Adolf           | velkostatkářská             |                                               |                         | [ 32 ]                                                |
| Schwarzenberg Bedřich         | velkostatkářská             |                                               |                         | Zvolen opět r. 1903.                                  |
| Schwarzenberg Jan Adolf       | velkostatkářská             |                                               |                         | [ 34 ]                                                |
| Schwarzenberg Karel IV. kníže | velkostatkářská             |                                               | konz. velkostatkář      |                                                       |
| Skrbenský Lev z Hříště        | virilisté                   | arcibiskup pražský                            |                         |                                                       |
| Sláma František               | městská                     | Náchod                                        | mladočech               |                                                       |
| Sobitschka Josef Richard      | venkovských obcí            | Jáchymov                                      | něm. liberál            |                                                       |
| Srb Vladimír                  | městská                     | Praha                                         | staročech               |                                                       |
| Srdínko Hynek                 | venkovských obcí            | Hradec Králové                                | č. agrárník             |                                                       |
| Staněk František              | venkovských obcí            | Jindřichův Hradec                             | č. agrárník             |                                                       |
| Stahl Wenzel                  | venkovských obcí            | Horšovský Týn                                 | všeněmec                |                                                       |
| Steidl Antonín                | venkovských obcí            | Domažlice                                     | staročech               |                                                       |
| Stein Franz                   | městská                     | Vrchlabí                                      | všeněmec                |                                                       |
| Stejskal Josef                | velkostatkářská             |                                               | konz. velkostatkář      |                                                       |
| Sternberg Leopold             | velkostatkářská             |                                               | konz. velkostatkář      |                                                       |
| Strache Eduard                | městská                     | Varnsdorf                                     | něm. liberál            |                                                       |
| Stránecký Miroslav            | venkovských obcí            | Prachatice                                    | č. radik. pokrok.       |                                                       |
| Sýkora Jan Ladislav           | virilisté                   | rektor české univerzity                       |                         |                                                       |
| Silva-Tarouca Arnošt Emanuel  | velkostatkářská             |                                               | konz. velkostatkář      |                                                       |
| Šamánek Václav                | městská                     | Turnov                                        | mladočech               |                                                       |
| Šembera Vincenc               | velkostatkářská             |                                               | konz. velkostatkář      |                                                       |
| Škarda Václav                 | městská                     | Mladá Boleslav                                | mladočech               |                                                       |
| Špindler Ervín                | městská                     | Roudnice                                      | mladočech               |                                                       |
| Šťastný Alfons Ferdinand      | venkovských obcí            | Tábor                                         | č. agrárník             |                                                       |
| Štolc Karel                   | venkovských obcí            | Roudnice                                      | mladočech               |                                                       |
| Šubrt Eduard                  | městská                     | Německý Brod, Polná, Humpolec                 |                         | Zvolen dodatečně r. 1906.                             |
| Šulc Václav                   | velkostatkářská             |                                               | konz. velkostatkář      |                                                       |
| Thun Franz                    | velkostatkářská             |                                               | konz. velkostatkář      |                                                       |
| Thun-Hohenstein Jaroslav      | velkostatkářská             |                                               | konz. velkostatkář      | Rezignoval r. 1902.                                   |
| Thun-Hohenstein Zdenko        | velkostatkářská             |                                               | konz. velkostatkář      |                                                       |
| Tichý Karel                   | obchodních a živnost. komor | Praha                                         | staročech               |                                                       |
| Tomášů František              | velkostatkářská             |                                               | konz. velkostatkář      |                                                       |
| Trautzl Philipp               | venkovských obcí            | Lom                                           | všeněmec                |                                                       |
| Trost Hans                    | městská                     | Aš, Roßbach                                   |                         | Zvolen dodatečně r. 1906.                             |
| Tschan Josef                  | městská                     | Děčín                                         | všeněmec                |                                                       |
| Udržal František              | venkovských obcí            | Louny                                         | mladočech               | Rezignoval r. 1903.                                   |
| Ulrich František              | městská                     | Hradec Králové                                | mladočech               |                                                       |
| Ungermann Karl                | venkovských obcí            | Dub                                           | něm. nacionál           | [ 3 ]                                                 |
| Urban Karl                    | obchodních a živnost. komor | Liberec                                       | něm. liberál            |                                                       |
| Viškovský Karel               | městská                     | Strakonice                                    | mladočech               | Zvolen r. 1902.                                       |
| Vojáček Jan Bohdan            | velkostatkářská             |                                               | konz. velkostatkář      | Zemřel r. 1902.                                       |
| Vojta Miloš                   | venkovských obcí            | Milevsko                                      | mladočech               |                                                       |
| Vollgruber Franz              | městská                     | Budějovice                                    | něm. liberál            |                                                       |
| Waldstein Ernst               | velkostatkářská             |                                               | ústavověr. velkostatkář |                                                       |
| Wallis Josef                  | velkostatkářská             |                                               |                         | Zvolen dodatečně r. 1903.                             |
| Walter Josef                  | venkovských obcí            | Cheb                                          | všeněmec                |                                                       |
| Wanka Franz                   | velkostatkářská             |                                               | ústavověr. velkostatkář |                                                       |
| Weinrich Karl                 | velkostatkářská             |                                               | ústavověr. velkostatkář |                                                       |
| Weiß Johann                   | venkovských obcí            | Krumlov                                       | něm. agrárník           |                                                       |
| Weltrubský Jaroslav           | velkostatkářská             |                                               |                         | Zvolen dodatečně r. 1903.                             |
| Werunsky Albert               | městská                     | Krásná Lípa                                   | něm. liberál            |                                                       |
| Wieser Friedrich              | virilisté                   | rektor německé univerzity                     |                         |                                                       |
| Wolf Karl Hermann             | venkovských obcí            | Teplice                                       | všeněmec                |                                                       |
| Wolkenstein Engelhart         | velkostatkářská             |                                               | konz. velkostatkář      |                                                       |
| Wüst Anton Karl               | venkovských obcí            | Kadaň                                         | všeněmec                |                                                       |
| Wýtwar Jan                    | obchodních a živnost. komor | Plzeň                                         | staročech               |                                                       |
| Zátka August                  | obchodních a živnost. komor | Budějovice                                    | staročech               |                                                       |
| Zázvorka Antonín              | venkovských obcí            | Hořice                                        | č. agrárník             |                                                       |
| Zedtwitz Karl Max             | velkostatkářská             |                                               | konz. velkostatkář      |                                                       |
| Zimmer Jan                    | městská                     | Čáslav                                        | mladočech               |                                                       |
| Zintl Josef                   | venkovských obcí            | Planá                                         | něm. liberál            |                                                       |
| Zuleger Theodor               | venkovských obcí            | Žatec                                         | něm. agrárník           |                                                       |
| Žďárský Josef                 | venkovských obcí            | Turnov                                        | č. agrárník             |                                                       |